# Echymipera rufescens
Echymipera rufescens — вид сумчастих ссавців із родини бандикутових.

## Морфологічна характеристика
Довжина тіла від носа до хвоста 200—500 мм, а довжина хвоста 50–125 мм. Вони важать від 500 до 2250 грамів, самці більші за самиць. Шерсть темно-коричнева зверху і кремова знизу. Вони мають рум'яне забарвлення на крупі й чорний хвіст. Хвіст майже голий, але тіло вкрите короткими колючими волосками. Вуха короткі й закруглені. Мордочка подовжена.

## Ареал
Вид поширений на островах Місул, Япен, Ару та Кай (всі Індонезія), на о. Нова Гвінея (Індонезія та Папуа Нова Гвінея), на островах Д'Антрекасто у Папуа Новій Гвінеї та півострова Кейп-Йорк у Квінсленді, Австралія. Проживає від рівня моря до 2100 м (але майже завжди нижче 1200 м) над рівнем моря. Проживає в первинних низинних тропічних вологих лісах і пасовищах, прилеглих до закритого лісу. Вважається, що вид не переносить порушення середовища проживання. В Австралії він відомий з мезофільного ліанового лісу, галерейного лісу та прибережного закритого чагарнику.

## Спосіб життя
Ведуть нічний спосіб життя. Лігва роблять у неглибоких норах на глибині ≈ 50 см. Ці нори завбільшки 2–3 м² й мають два отвори. На півострові Кейп-Йорк в Австралії дієта виглядає більш плодоїдною. В іншому він всеїдний з відносно високим рівнем відтворення.

## Загрози й охорона
У Новій Гвінеї цьому виду загрожує надмірне полювання на м’ясо та порушення лісових місць існування. Схоже, не існує безпосередніх загроз для виду в Австралії, хоча його ареал тут обмежений.
Зустрічається на кількох заповідних територіях.